# مدرع سباعي الأحزمة
مدرع سباعي الأحزمة (الاسم العلمي: Dasypus septemcinctus) (بالإنجليزية: Seven-banded Armadillo)‏ هو نوع من الحيوانات يتبع جنس مدرع غليظ القدم من فصيلة مدرعات طويلة الأنف.